# Conor McGregor
Conor McGregor (sinh ngày 14 tháng 7 năm 1988) là một vận động viên môn Mixed Martial Arts người Ireland, hiện đang thi đấu hạng nhẹ của Ultimate Fighting Championship. McGregor là cựu vô địch hạng trung và hạng nhẹ Cage Warriors. Anh cũng là người đầu tiên trong lịch sử UFC cùng lúc nắm giữ cả hai chức vô địch UFC Featherweight và UFC Lightweight và là người thứ 3 trong lịch sử vô địch ở 2 hạng cân khác nhau.
Tính đến 14 tháng 12 năm 2015, xét chung về mọi mặt anh ở vị trí số 3 xếp hạng UFC chính thức và là đấu sĩ xếp số 1 hạng lông và số 5 thế giới theo Sherdog.
Ngày 12 tháng 12 năm 2015, Conor McGregor hạ gục José Aldo chỉ sau 13 giây trong hiệp 1 tại trận tranh chức vô địch hạng trung UFC 194. Đây là chiến thắng trong thời gian ngắn nhất trong lịch sử UFC.Tại UFC 205 ngày 12 tháng 11 năm 2016, Conor McGregor đánh bại Eddie Alverez tại hiệp 2 để chính thức trở thành nhà vô địch hạng nhẹ (Lightweight).
McGregor sau đó thách đấu vô địch võ quyền anh Floyd Mayweather Jr., người chưa từng thua trận chuyên nghiệp nào. Vào ngày 26 tháng 8 năm 2017, trong trận đấu chuyên nghiêp quyền anh đầu tiên, ông bị Floyd Mayweather Jr. đánh gục kỹ thuật (TKO) trong hiệp thứ 10.
Ngày 24 tháng 1 năm 2020 tại UFC 257, anh có trận tái đấu với Dustin Poirier và đã để thua TKO trong hiệp 2.

## Tiểu sử
Conor McGregor sinh ra tại Dublin, Ireland, là con út Tony và Mags McGregor, cha mẹ anh kết hôn vào năm 1980. Conor có một chị gái Erin (sinh năm 1981). Ông nội anh là người Ireland còn bà nội là người Anh. Cha của anh đã bắt đầu cuộc sống ở Liverpool, Anh, đã được chuyển đến sống với người thân ở Dublin sau khi ông bà ly thân.
Conor lớn lên ở Crumlin, Dublin, nơi anh đã phát triển niềm đam mê thể thao, chơi bóng đá. Khi còn trẻ, anh chơi bóng đá cho Câu lạc bộ bóng đá Lourdes Celtic và là cổ động viên câu lạc bộ Manchester United tại Premier League.
Năm 2006, ở tuổi 17, McGregor cùng gia đình chuyến đến Lucan ở phía tây Dublin, nơi cậu bắt đầu học việc làm thợ đường ống dẫn nước. Trong khi ở Lucan, cậu bắt đầu cùng đấu với n, người sau này là đấu sĩ vô địch Fighting Championship (UFC), Tom Egan đã dạy McGregor kỹ thuật đánh và truyền đam mê môn mixed martial arts cho cậu.